# جوتل
جوتل (به انگلیسی: Jutal) یک روستا در پاکستان است که در گلگت-بلتستان واقع شده‌است.